# Петровское (Чухломский район)
Петровское — деревня в Чухломском муниципальном районе Костромской области. Входит в состав Петровского сельского поселения

## География
Находится в северной части Костромской области на расстоянии приблизительно 18 км на восток по прямой от города Чухлома, административного центра района на левом берегу реки Мелша.

## История
В 1731 году упоминалась как владение Ф. И. Мичурина, в 1858 как владение Н. П. Лермонтова, родственника поэта. В 1872 году здесь было учтено 43 двора, в 1907 году —43.

## Население
Постоянное население составляло 181 человек (1872 год), 129 (1897), 144 (1907), 123 в 2002 году (русские 97 %), 112 в 2022.